# Kypello Kyprou 2017-2018
La Kypello Kyprou 2017-2018 è stata la 76ª edizione della coppa nazionale cipriota. La competizione è stata vinta dall'AEK Larnaca, vincitore del trofeo per la 2ª volta, sull'Apollon Limassol.

## Primo turno
| 29 novembre 2017   |                 |                     |
| Olympiakos Nicosia | 3 – 0           | Anagennīsī Deryneia |
| Xylotympou         | 1 – 2           | Anorthōsis          |
| 6 dicembre 2017    |                 |                     |
| Agia Napa          | 2 – 1           | AEL Limassol        |
| 13 dicembre 2017   |                 |                     |
| Digenis Oroklinis  | 0 – 3           | Pafos               |
| Ethnikos Achnas    | 0 – 0 (6-7 dtr) | Othellos Athīainou  |
| Alkī Oroklini      | 1 – 1 (5-6 dtr) | EN Paralimni        |

## Secondo turno
| Squadra 1                           | Totale      | Squadra 2        | Andata | Ritorno |
| ----------------------------------- | ----------- | ---------------- | ------ | ------- |
| 10 gennaio 2018 / 17 gennaio 2018   |             |                  |        |         |
| Anorthōsis                          | 4 - 3       | Agia Napa        | 3 - 2  | 1 - 1   |
| 10 gennaio 2018 / 21 febbraio 2018  |             |                  |        |         |
| PAEEK Kerynias                      | 5 - 2       | Karmiōtissa      | 5 - 1  | 0 - 1   |
| Ermīs Aradippou                     | 1 - 7       | APOEL            | 0 - 2  | 1 - 5   |
| 17 gennaio 2018 / 21 febbraio 2018  |             |                  |        |         |
| EN Paralimni                        | 3 - 4       | Pafos            | 3 - 2  | 0 - 2   |
| 24 gennaio 2018 / 14 febbraio 2018  |             |                  |        |         |
| AEK Larnaca                         | 6 - 1       | Arīs Limassol    | 4 - 0  | 2 - 1   |
| 14 febbraio 2018 / 21 febbraio 2018 |             |                  |        |         |
| Omonia                              | 3 - 4       | Doxa Katōkopias  | 2 - 3  | 1 - 1   |
| 14 febbraio 2018 / 28 febbraio 2018 |             |                  |        |         |
| Othellos Athīainou                  | 1 - 2       | Apollōn Limassol | 1 - 0  | 0 - 2   |
| Olympiakos Nicosia                  | 3 – 3 (gfc) | Nea Salamis      | 3 - 3  | 0 - 0   |

## Quarti di finale
| Squadra 1                       | Totale | Squadra 2        | Andata | Ritorno |
| ------------------------------- | ------ | ---------------- | ------ | ------- |
| 28 febbraio 2018 / 7 marzo 2018 |        |                  |        |         |
| AEK Larnaca                     | 11 - 1 | PAEEK Kerynias   | 7 - 0  | 4 - 1   |
| Doxa Katōkopias                 | 3 - 4  | Pafos            | 2 - 2  | 1 - 2   |
| 7 marzo 2018 / 14 marzo 2018    |        |                  |        |         |
| Nea Salamis                     | 2 - 5  | APOEL            | 0 - 3  | 2 - 2   |
| 14 marzo 2018 / 11 aprile 2018  |        |                  |        |         |
| Anorthōsis                      | 2 - 3  | Apollōn Limassol | 1 - 1  | 1 - 2   |

## Semifinali
| Squadra 1                       | Totale | Squadra 2 | Andata | Ritorno |
| ------------------------------- | ------ | --------- | ------ | ------- |
| 18 aprile 2018 / 25 aprile 2018 |        |           |        |         |
| Apollōn Limassol                | 8 - 1  | Pafos     | 4 - 0  | 4 - 1   |
| AEK Larnaca                     | 4 - 1  | APOEL     | 2 - 0  | 2 - 1   |

## Finale
| Arbitro: | Loukas Soteriou |

|                            |           |                |
| Taulemesse 69’ Barrera 71’ | Marcatori | 45+2’ Schembri |